# Выволокин, Андрей Фёдорович
Андрей Фёдорович Выволокин (2 июля 1901, Плоское — 30 января 1966, Москва) — генерал-лейтенант авиации, генерал бригады Войска Польского.

## Биография
Русский. Окончил церковно-приходскую школу, занимался плетением кружев. В 1919 году добровольцем вступил в Красную Армию, участвовал в сражениях Гражданской войны против белогвардейцев на территории современной Липецкой области. Член ВКП(б) с 1923 года. В Ельце был принят в комсомол и направлен в Ефремовское лётное училище, которое окончил с отличием. Перед войной окончил лётную академию имени Н. Е. Жуковского, служил в Киевском особом военном округе и Ленинградском военном округе (военный комиссар 41-й смешанной авиадивизии).
Выволокин начал войну на Северо-Западном фронте в должности бригадного комиссара при 41-й смешанной авиационной дивизии. 41-я дивизия осуществляла бомбардировки финских ВВС на аэродромах Миккели, Мантюхарью, Хейнола и Валкеала (Карельский перешеек), а также бомбила финские танковые части в районе озера Суури-Раут-Ярви (с 31 июля 1941 года совершала авианалёты на финские части севернее Ленинграда). Военный комиссар ВВС 34-й армии с февраля по март 1942 года, военком 2-й ударной авиационной группы ставки ВГК с марта по июнь 1942 года, военный комиссар 242-й ночной бомбардировочной авиационной дивизии с июня 1942 года. Произведён в полковники 5 декабря 1942 года. Позже занимал пост полкового комиссара в 6-й воздушной армии, с октября 1942 по ноябрь 1944 годы — заместитель командующего по политической части. По воспоминаниям Ф. П. Полынина, генерала-полковника авиации и Героя Советского Союза, Выволокин пользовался уважением и помогал людям по любому житейскому вопросу. 6-я армия оказывала помощь партизанам Ленинградской области, участвовала в ликвидации Демьянского плацдарма и вела бои за Новгород.
29 мая 1944 года Выволокин был произведён в генерал-майоры военно-воздушных сил СССР. 2 октября 1944 года (по данным польских историков, в ноябре 1944 года) вместе с другими офицерами командного состава 6-й воздушной армии был направлен в Войско Польское и занял должность заместителя командира Управления ВВС Войска Польского по политико-воспитательной части. Имел звание генерала-майора авиации СССР и генерала бригады Войска Польского (по некоторым данным, в декабре 1945 года его произвели в генералы дивизии Войска Польского). 1 июля 1945 года вернулся в СССР и до апреля 1946 года нёс службу в составе Группы советских войск в Германии, а затем и в Горьковском военном округе на должности заместителя командира военно-воздушных сил. В 1948 году, окончив курсы, назначен заместителем командира военно-воздушных сил Западно-Сибирского военного округа по политической части. На пенсию вышел 14 июля 1956 года, преподавал политэкономию в лётной академии.

## Награды
- Орден «Крест Грюнвальда» III класса (11 мая 1945) — решение Президиума Государственного народного совета от 11 мая 1945 года «за героические усилия и действия, проявленные в борьбе с немецкими захватчиками»[9][10]
- Орден Ленина
- Орден Красного Знамени (пять раз)
- Орден Отечественной войны I степени

### На русском
- Полынин Ф.П. Боевые маршруты. — М.: Воениздат, 1972.

### На польском
- Henryk Piotr Kosk. Generalicja polska. — Pruszków: Oficyna Wydawnicza «Ajaks», 2001. — Т. 2.
- Stefan Czmur, Waldemar Wójcik. Generałowie w stalowych mundurach. — Warszawa: Redakcja Czasopism Wojsk Lotniczych i Obrony Powietrznej przy współpracy Domu Wydawniczego Bellona, 2003. — ISBN 83-902541-3-1.
- Tadeusz Kmiecik. Polskie lotnictwo wojskowe 1945-1962. — Warszawa: 2002. — ISBN 83-87226-29-7.
- Edward Jan Nalepa. Oficerowie Armii Radzieckiej w Wojsku Polskim w latach 1943-1968. — Warszawa: Wydawnictwo Bellona, 1995. — ISBN 8311083533.
- Kazimierz Konieczny, Henryk Wiewióra. Karol Świerczewski Walter. Zbiory Muzeum Wojska Polskiego w Warszawie. — Warszawa: Wydawnictwo „Nasza Księgarnia”, 1971.